# Helsætning
Helsætning er en selvstændig sætning mellem to punktummer, kaldes også for hovedsætning.
En helsætning består af mindst én hovedsætning og eventuelle ledsætninger, der hører til denne hovedsætning.
Definitionen på en hovedsætning er, at den ikke er led i en anden sætning.
Man skelner mellem fire forskellige slags hovedsætninger, hvoraf den ene slags indeholder tre underkategorier:
1) Den fremsættende (deklarativ) hovedsætning; som gengiver en handling, tilstand eller noget helt tredje på det berettende plan: "Solen skinner.". "Himlen er blå.". "Karl bar kufferten op til værelset.". "Vi smutter til København.". 
2) Den opfordrende sætning (desiderativ), som har et indhold, der har til gode at blive opfyldt eller udført, og de tydeliggøres meget ofte med udråbstegn: "Hjælp ham dog!". Gid jeg var hjemme!". "Rygning forbudt!". "Venstre om!". 
3) Den udråbende/udbrydende sætning (eksklamativ), som bringer de faktiske forhold til udtryk, og som indirekte beskriver, hvordan den udråbende har det med disse forhold. Denne form for sætning afsluttes meget ofte med et udråbstegn: "Sikke herlig som naturen dog er!". "Sikke dog hvor solen skinner!". "Hvor har du gjort det godt!".
4) Den spørgende sætning (interrogativ): indeholder tre undergrupper og afsluttes altid med et spørgsmålstegn. Det kan dog diskuteres, om der ikke kan skelnes mellem fire undergrupper pga. tre alternativspørgsmål.
- Ja-/nej spørgsmål: et spørgsmål, der kan besvares med ja/nej + en eventuel deklarativ hovedsætning: "Kommer du i morgen?". - "Ja/nej.". Og plus en deklarativ hovedsætning: "Kommer du i morgen?". - "Ja, jeg kommer i morgen.".
- Alternativspørgsmål: et spørgsmål, hvor den spurgte skal beslutte sig for at vælge mellem én ting, person, et tidspunkt osv. mellem flere valgmuligheder, og svaret vil være enten ingen af valgmulighederne eller i hvert fald én som minimum, for det handler om, hvorvidt den svarende tillægger svaret en positiv eller negativ værdi i tællelig forstand: "Kan du bedst lide mig eller ham?". - "Dig.".
- Tillægsspørgsmål / hv-spørgsmål: spørger efter en person, en genstand eller en adverbiel omstændighed: sådan en sætning indledes altid med et et interrogativt pronomen (f.eks. ”hvem” eller ”hvad”) eller et interrogativt adverbium (hvordan=måde, hvor=sted, hvornår=tid, hvorfor=årsag): Hvem er syg? – Du er syg. Hvad vil du gerne spise? – Jeg vil gerne spise schnitzel. Hvornår kører du? – Jeg kører klokken 5.
- Et retorisk spørgsmål: som den talende kun stiller for at få en anden til at bevæge sig imod en allerede kendt/åbenlys anerkendelse, og sætningen kræver næsten aldrig et reelt/egentligt svar: Har jeg ikke altid advaret dig imod ham? (Jo ... selvfølgelig ... ).

## Reference
1. ↑  "Hvad er en sætning? — sproget.dk". Arkiveret fra originalen 17. januar 2010. Hentet 14. april 2010.

| Sprog | Spire Denne artikel om sprog er en spire som bør udbygges. Du er velkommen til at hjælpe Wikipedia ved at udvide den. |